# Ernst von Halle (Rennfahrer)
Ernst von Halle (* 1905; † 16. Juli 1928) war ein deutscher Automobilrennfahrer.
Von Halle war der Sohn des Nationalökonoms, Schriftstellers und Hochschullehrers Ernst Levy von Halle und dessen Ehefrau Henriette von Moßner, einer Tochter des Generals Walther von Moßner. Er hatte einen Bruder und eine Schwester.
Ernst von Halle trat am 15. Juli 1928 auf einem 1100-cm³-Amilcar beim Großen Preis von Deutschland auf dem Nürburgring in der Klasse der Sportwagen von 750 bis 1500 cm³ Hubraum an. In der vierten Rennrunde verunglückte er im Streckenabschnitt Kesselchen der Nordschleife  schwer, als sein Wagen weit hinausgetragen wurde und sich daraufhin überschlug. Ernst von Halle zog sich dabei u. a. eine Lungenquetschung zu, der er am folgenden Tag in einem Krankenhaus im Alter von 23 Jahren erlag. 
Beim ADAC Eifelrennen sieben Wochen vorher, am 28. Mai, auf der Nürburgring-Südschleife hatte er die Klasse der Sportwagen bis 1100 cm³ gewonnen. Er fuhr die 10 Runden über 77,470 km in 55:41,6 Minuten beziehungsweise mit einer Durchschnittsgeschwindigkeit von 83,46 km/h.
Wie sein Vater wurde Ernst von Halle auf dem Berliner Friedhof Grunewald beigesetzt.